# Фетхие
Фетхие (Фетие) (на турски: Fethiye, изговаря се по-близко до Фетийе) е град в югозападна Турция, намиращ се на територията на вилает Мугла. Разположен е на западния бряг на залива Фетие, на Средиземно море, на 75 km от летище Даламан. Градът е една от известните туристически дестинации и всяко лято събира хиляди туристи. Население около 66 000 жители (2007).

## Спорт
Представителният футболен отбор на града се казва Фетиеспор. Състезава се в третото ниво на турския футбол Турската 2-ра лига.